# Adliswil
Adliswil este un oraș și un municipiu al districtului Horgen din cantonul Zürich din Elveția.
Limba oficială a Adliswil este germana (varianta elvețiană), dar limba vorbită principală este dialectul Alemannic elvețiano-german.

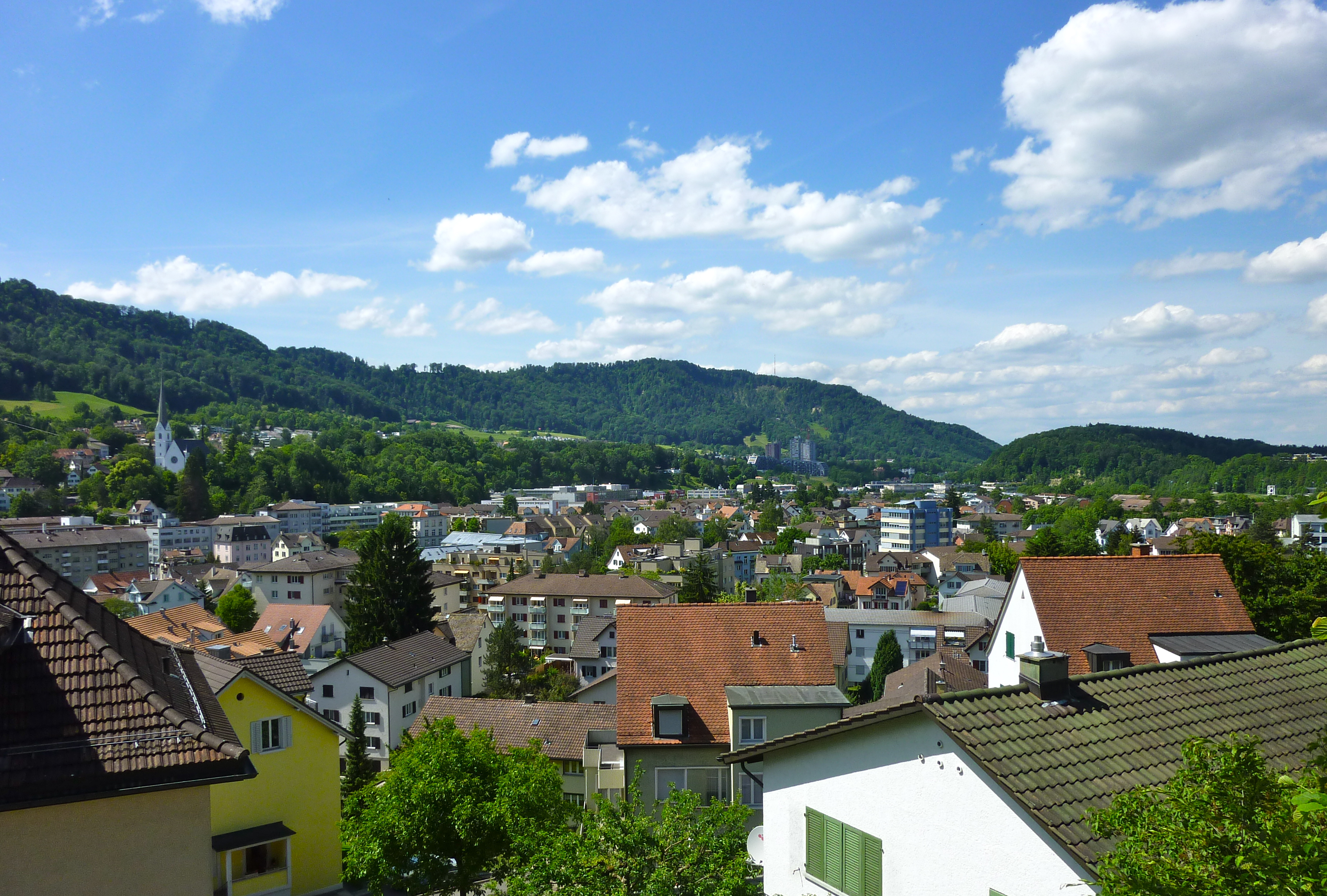
Adliswil with the Üetliberg ridge behind

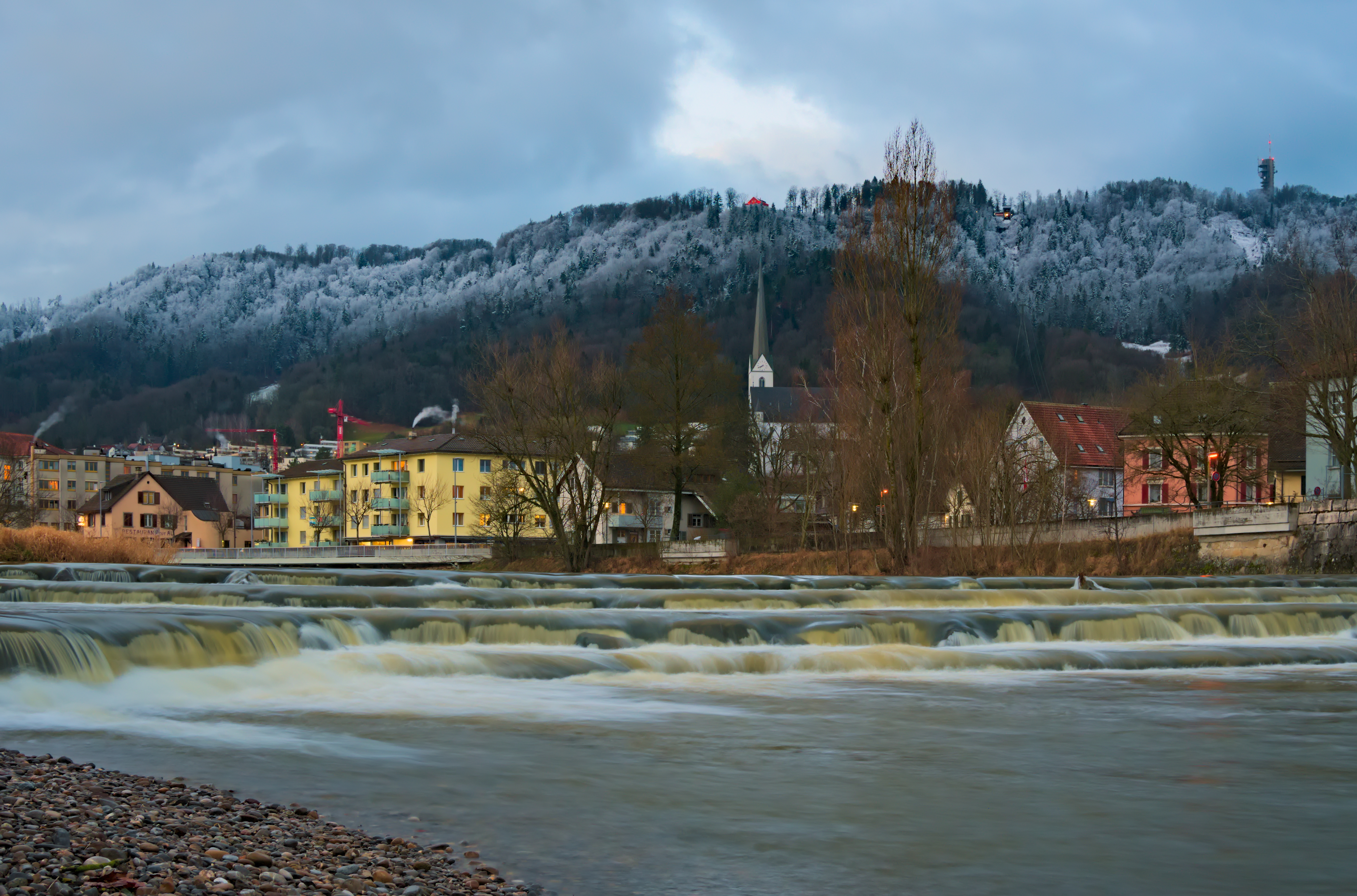
Adliswil, Sihl and Felsenegg

## Istorie

Vedere aeriană de la 600 m de Walter Mittelholzer (1931)

Adliswil este menționat pentru prima dată în 1050 ca Adelenswile. În a doua jumătate a secolului al XII-lea a fost menționat ca Adololdiswile iar în 1248 ca Adeloswile . 
Sub Republica Elvețiană, cătunul Buchenegg a fost transferat către municipalitatea Stallikon. În 1893, secțiunile orașului Oberleimbach și Sood au fost adăugate la Adliswil.

## Geografie
Adliswil are o suprafață de 7,8 kilometri pătrați (3,0 mi2)   . Din această suprafață, 23,4% este utilizat în scopuri agricole, în timp ce 32,1% este împădurit. Din restul terenului, 42,9% este stabilit (clădiri sau drumuri), iar restul (1,7%) este neproductiv (râuri, ghețari sau munți).  La data de 1996  locuințele și clădirile au reprezentat 32,6% din suprafața totală, în timp ce infrastructura de transport a reprezentat restul (10,4%).  Din suprafața totală neproductivă, apa (cursuri și lacuri) a reprezentat 1,7% din suprafață. La data de 2007  38,3% din suprafața municipală totală era supusă unor lucrari de construcție. 
Este situat în regiunea Zimmerberg, în valea râului Sihl, la sud de orașul Zürich, lângă localitățile Kilchberg, Rüschlikon, Langnau am Albis și, pe de altă parte, Stallikon, care aparține districtului Affoltern.

## Demografie
Adliswil are o populație de 18.944 (decembrie 2019). În 2008 un total de 26,7% erau cetățeni străini. În 2008 distribuția de gen a populației a fost de 49,6% bărbați și 50,4% femei. În ultimii 10 ani populația a crescut cu o rată de 4%. Cea mai mare parte a populației (la data de 2000) vorbea limba germană (80,9%), italiana fiind a doua (4,9%), iar engleza a treia (2,5%).
La alegerile din 2007, cel mai popular partid a fost SVP, care a primit 36,2% din voturi. Următoarele trei partide cele mai populare au fost SPS (21,4%), FDP (13,4%) și CVP (9,9%).
Distribuția în funcție de vârstă a populației (La data de 2000) este: copiii și adolescenți (0-19 ani) reprezintă 20,2% din populație, în timp ce adulții (20-64 ani) reprezintă 64,5%, iar persoanele în vârstă (peste 64 de ani) reprezintă 15,4%. În Adliswil, aproximativ 75,5% din populație (între 25-64 de ani) a absolvit fie învățământul secundar superior neobligatoriu, fie învățământul superior suplimentar (Universitate sau Fachhochschule ). În Adliswil sunt 7.573 de gospodării. 
Adliswil are o rată a șomajului de 2,72%. La data de 2005, erau 57 de persoane angajate în sectorul economic primar și aproximativ 9 întreprinderi implicate în acest sector. 832 de persoane sunt angajate în sectorul secundar și există 118 întreprinderi în acest sector. În sectorul terțiar sunt angajate 4.049 de persoane, cu 543 de întreprinderi în acest sector.  La data de 2007  55,6% din populația activă era angajată cu normă întreagă, iar 44,4% erau cu fracțiune de normă. 
Populația istorică este prezentată în următorul tabel: 
| an   | populației    |
| ---- | ------------- |
| 1401 | 18 gospodării |
| 1634 | 315           |
| 1836 | 941           |
| 1900 | 4.714         |
| 1941 | 5.105         |
| 1950 | 6.240         |
| 2000 | 15.822        |

## Religie

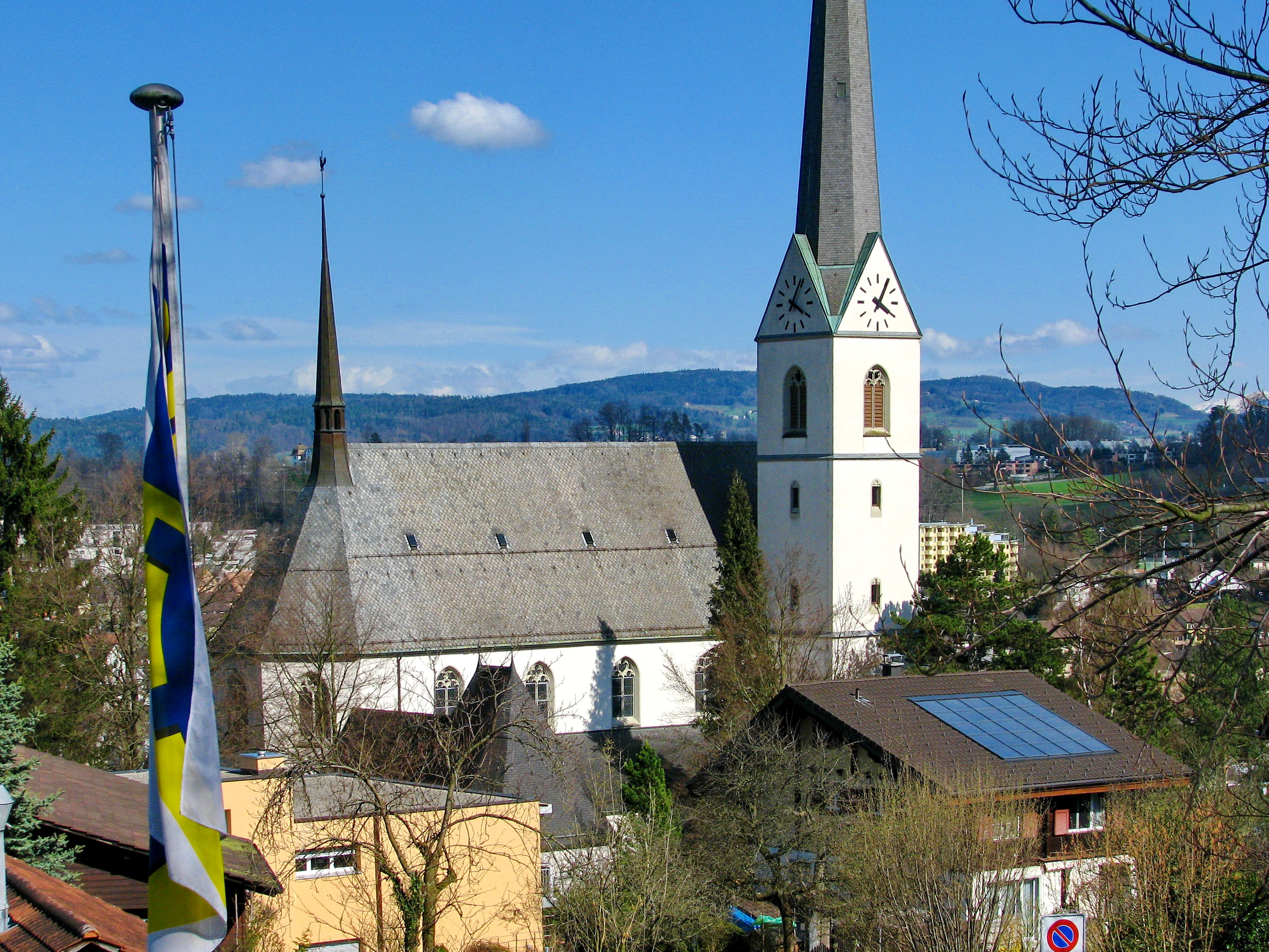
Biserica din Adliswil, de la Luftseilbahn Adliswil-Felsenegg

Din 2008 în Adliswil sunt 5.275 de catolici și 4,999 protestanți. În recensământul din 2000, religia a fost împărțită în câteva categorii mai mici. Din restul populației 5% sunt musulmani, 7,8% aparțin altor religii (nedeclarat), 3,8% nu au declarat afilierea catre o religie, iar 13,2% sunt atei. Templul Sri Sivasubramaniar este situat in Valea Sihl.

## Educație

### Școli publice
Școlile publice (școala primară și gimnazială) sunt supravegheate de consiliul școlar al localității. Consiliul este format din nouă membri aleși. 
| Nume                         | Tip                                      | Campus (Schulhaus)                             | Nr. Clase                       | Număr de profesori                                                    | Număr de elevi |
| ---------------------------- | ---------------------------------------- | ---------------------------------------------- | ------------------------------- | --------------------------------------------------------------------- | -------------- |
| Hofern                       | Sekundar A Sekundar B / C                | Hofern                                         | 4 5                             | 9 Klassenl., 13 Fachl., 2 Logopäden                                   | aprox. 170     |
| Zentrum Kronenwiese          | Sekundar A Sekundar B / C Aufnahmeklasse | Kronenwiese                                    | 15 1                            | 10 Klassenl., 10 Fachl., 1 Schulsozialarbeiter, 1 Schul. Heilpädagoge | aprox. 170     |
| Sonnenberg / Wilacker        | Primar 1-6 Primar 1-3 Grădiniță          | Sonnenberg Wilacker Sihlau Sonnenrain Wanneten | 9 4 2 2                         | 40                                                                    | 200 90 50      |
| Kopfholz                     | Unterstufe Mittelstufe                   | Kopfholz                                       | 10 Mjgkl.                       | ?                                                                     | ?              |
| Werd / Dietlimoos            | Grădiniță Primar 1-2 Primar 1-6          | Hofacker Isengrund Dietlimoos Dietlimoos Werd  | 2 11                            | 2 3 2 16                                                              | ?              |
| Zopf                         | Primar Grădiniță                         | Zopf                                           | (zweijährige Mehrjahresklassen) | 30 Lehrer, 1 Schulsozialarbeiter                                      | 160 80         |
| Musikschule Adliswil-Langnau | scoala de Muzica                         |                                                |                                 | 50 de profesori de muzică                                             |                |

### Școli private, subvenționate public
Școala Internațională din Zurich (ZIS), o școală cu un curriculum internațional, are campusul școlii superioare (liceu superior) în Adliswil.  Fiind o școală privată care are predare în primul rând într-o limbă străină (engleză), ZIS este aprobata până la vârsta școlară minima obligatorie a cantonului.  Întregul program ZIS, destinat studenților cu vârste cuprinse între 3 și 18 ani, este acreditat de Comisia pentru educație internațională  iar Organizația Internațională de Bacalaureat acredită diploma IB la ZIS. 

## Transport
Adliswil este singurul oraș din cantonul Zürich care se mândrește cu faptul că are o telecabină ( Felseneggbahn), care leagă orașul de Felsenegg, la marginea orașului. Gara Adliswil este o stație pe linia S-Bahn Zürich S4, care se află la 15 minute de mers cu mașina de gara principala din Zürich. Există o stație intermediară la Sood-Oberleimbach, care se află și în municipiul Adliswil. Linia de autobuz Zimmerberg (Zimmerbergbus), furnizată de Sihltal Zürich Uetliberg Bahn (SZU), face legătura între regiunea Zimmerberg și părți ale văii Sihl. Liniile de autobuz ZVV 184 și 185 asigură o legătură cu Zurich (Wollishofen), iar serviciile de autobuz de noapte ZVV oferă o legătură cu centrul orașului Zürich.

## Personalități
- Rudolf Günthardt (născut în 1936 în Adliswil) ecvestru elvețian, medaliat cu argint la Jocurile Olimpice de vară din 1960
- Rolf Fringer (născut în 1957 în Adliswil), manager de fotbal austriac, a condus și echipa națională de fotbal a Elveției
- Bettina Bunge (născută în 1963 în Adliswil) o jucătoare de tenis germană pensionară
- Daniel Quaiser (născut în 1975 în Adliswil) un designer, muzician și cântăreț de bariton elvețian
- Izer Aliu (născut în 1999 în Adliswil) un jucător de fotbal elvețian